# 徐自興
徐自興（1556年—？），原名君興，字汝傑，號仰岥，江西南昌府進賢縣人，民籍，明朝政治人物。

## 生平
萬曆四年（1576年）丙子科江西鄉試第十二名舉人，八年（1580年）中式庚辰科會試第一百二十九名，三甲第七十五名進士。禮部觀政，授梁山縣知縣。

## 家族
曾祖徐天爵；祖父徐廷祥；父徐煥，母羅氏。具慶下。弟徐自新、徐自省、徐自勝、徐自成、徐自道、徐自獻。